# Comitatul Hall, Texas
Comitatul Hall (în engleză Hall County este unul din cele 254 de comitate din statul Texas, Statele Unite ale Americii. Conform recensământului din 2010, populația era de 3.353 persoane. Reședința comitatului este Memphis, TexasGR6.

## Geografie
Conform U.S. Census Bureau, comitatul are o suprafață totală de 2.341,3 km2, din care 2.338,8 km2 pe uscat și 2,6 km2 (0,11%) pe apă.

### Autostrăzi
- U.S. Highway 287
- State Highway 70
- State Highway 86
- State Highway 256

### Comitate învecinate
- Donley County (la nord)
- Collingsworth County (la nord-est)
- Childress County (la est)
- Cottle County (la sud-est)
- Motley County (la sud)
- Briscoe County (la vest)

## Demografie
|  | Graficele sunt indisponibile din cauza unor probleme tehnice. Mai multe informații se găsesc la Phabricator și la wiki-ul MediaWiki. |

Date: Wikidata - grafică realizată de Wikipedia

## Orașe (cities) și târguri (towns)
- Estelline
- Lakeview
- Memphis
- Turkey

## Școli și districte școlare
- Memphis Independent School District
- Turkey-Quitaque Independent School District
- Childress Independent School District (partial)